# 愛のハーモニー
「愛のハーモニー」（That's What Friends Are For）は、バート・バカラックとキャロル・ベイヤー・セイガーが制作した楽曲。オリジナルのボーカルは、1982年の映画『ラブ IN ニューヨーク』のサウンドトラックに収録されたロッド・スチュワートのバージョン。1985年にディオンヌ・ワーウィックがスティーヴィー・ワンダー、グラディス・ナイト、エルトン・ジョンと共演したカバー・バージョンの方が一般的に広く知られており、こちらは全米シングルチャート1位の大ヒットとなった。

## ディオンヌ・ワーウィックのバージョン
ディオンヌ・ワーウィックによるカバー・バージョンは、スティーヴィー・ワンダー、グラディス・ナイト、エルトン・ジョンと共演したもので、ディオンヌ&フレンズとして、ワーウィックのアルバム『フレンズ』のセッションで録音された。当初はスティーヴィー・ワンダーだけとのデュエットとなる予定だったが、このセッションに共同プロデューサーとして参加した作者バート・バカラックは、ゲストを増やそうと考え、ワーウィックの指名でグラディス・ナイトとエルトン・ジョンも迎えられた。
このバージョンは、米国エイズ研究財団のためのチャリティーシングルとして、1985年にイギリスとアメリカで発売され、300万ドル以上の収益を上げることができた。Billboard Hot 100ではチャートイン3週目の1986年1月に1位にあがると、そこから4週連続1位を記録した。そして、1986年のBillboard年間チャートで1位のシングルとなった。
エルトン・ジョンはピアノを、スティーヴィー・ワンダーはハーモニカを演奏している。この2人のピアノ・ハーモニカによる共演は、1983年の楽曲「ブルースはお好き?」(I Guess That's Why They Call It The Blues) 以来である。1988年にワシントン・ポストが、「鎌状赤血球症のような多くの血液関連の病気のためにお金を集めた数年後、再びエイズのために行ったのは正しい行為のようにみえた。『エイズが引き起こす不幸から人々を救うためには、一枚岩にならなければなりません。友人が苦しんで死ぬのをみて、私は身を切られるようにとても辛く我慢できませんでした』とワーウィックは振り返っている。」と記事にしている。
ディオンヌ&フレンズのバージョンは、第29回グラミー賞の最優秀ポップパフォーマンス賞デュオ/グループと、最優秀楽曲賞を獲得した（最優秀楽曲賞の受賞者は、ソングライターのバート・バカラックとキャロル・ベイヤー・セイガー）。さらに、Billboardによる1986年の年間1位の曲となった。
ディオンヌ・ワーウィックとエルトン・ジョン、グラディス・ナイトとスティーヴィー・ワンダーは、2011年2月10日にニューヨークで開催された米国エイズ研究財団の25周年記念で、23年ぶりにこの曲を共演した。
ディオンヌ&フレンズ・バージョンは、「Billboard's Greatest Songs of all time」において2008年時点で61位にランクされ、2018年時点では78位となっている
|                          |                          |                    |                  |
| ディオンヌ・ワーウィック | スティーヴィー・ワンダー | グラディス・ナイト | エルトン・ジョン |

### 1990年のチャリティ・コンサート
1990年3月17日、ニューヨークのラジオシティ・ミュージックホールでエイズ撲滅コンサート『愛のハーモニー:アリスタ・レコード15周年記念コンサート』が開催された。ゲスト・パフォーマーは、エア・サプライ、ローレン・バコール、バート・バカラック、エリック・カルメン、チェビー・チェイス、ジェーン・カーティン、クライヴ・デイヴィス、テイラー・デイン、マイケル・ダグラス、エクスポゼ、ウーピー・ゴールドバーグ、メラニー・グリフィス、ダリル・ホール&ジョン・オーツ、ジェニファー・ホリデイ、ホイットニー・ヒューストン、アラン・ジャクソン、ケニー・G、メリッサ・マンチェスター、バリー・マニロウ、ミリ・ヴァニリ、ジェニファー・オズボーン、カーリー・サイモン、パティ・スミス、リサ・スタンスフィールド、フォー・トップスとディオンヌ・ワーウィックである。「愛のハーモニー」は、ワーウィックと従妹のホイットニー・ヒューストンが、イベントのフィナーレで歌った。アリスタから250万ドル以上の収益が様々なエイズ組織に寄付された。

### メンバー変えバージョン
ディオンヌ・ワーウィックは、上記の1990年のホイットニー・ヒューストンと2人でのデュエット以外にも、ホイットニー・ヒューストンとスティーヴィー・ワンダー、ルーサー・ヴァンドロスの面々と授賞式ライヴでパフォーマンスしている。

### チャート
| チャート（1985年）                 | 最高位 |
| ---------------------------------- | ------ |
| Billboard Hot 100                  | 1      |
| スイス・シングルチャート           | 11     |
| オランダ・シングルチャート         | 13     |
| スウェーデン・シングルチャート     | 7      |
| ノルウェー・シングルチャート       | 6      |
| ニュージーランド・シングルチャート | 3      |
| 全英シングルチャート               | 16     |